# Benoît Costil
Benoît Costil, född 3 juli 1987 i Caen, är en fransk fotbollsmålvakt.

## Klubbkarriär
I juli 2022 värvades Costil av Auxerre, där han skrev på ett ettårskontrakt.

## Landslagskarriär
Costil debuterade för Frankrikes landslag den 15 november 2016 i en match mot Elfenbenskusten (0–0).